# КУД „Лира фолклор” Београд
КУД Лира фолклор основан је 06. октобра 1986. године у Београду. Културно уметничко друштво Лира фолклор налази се у улици Митрополита Петра број 8. КУД је првобитно основан са идејом да се направи прва школа фолклора на просторима бивше Југославије. Име добија по музи игре грчке митологије Терпсихоре, која држи лиру и свира на њој. У свом саставу друштво има два извођачка ансамбла, дечоји и омладински. КУД је учествовао на бројним фестивалима и добитник је бројних награда.